# Epsilon Andromedae
Epsilon Andromedae (ε And / ε Andromedae) è una stella gigante gialla di magnitudine 4,37 situata nella costellazione di Andromeda. Dista 169 anni luce dal sistema solare.

## Osservazione

Epsilon Andromedae

Si tratta di una stella situata nell'emisfero celeste boreale; grazie alla sua posizione non fortemente boreale, può essere osservata dalla gran parte delle regioni della Terra, sebbene gli osservatori dell'emisfero nord siano più avvantaggiati. Nei pressi del circolo polare artico appare circumpolare, mentre resta sempre invisibile solo in prossimità dell'Antartide. La sua magnitudine pari a 4,4 fa sì che possa essere scorta solo con un cielo sufficientemente libero dagli effetti dell'inquinamento luminoso.
Il periodo migliore per la sua osservazione nel cielo serale ricade nei mesi compresi fra settembre e febbraio; nell'emisfero nord è visibile anche per un periodo maggiore, grazie alla declinazione boreale della stella, mentre nell'emisfero sud può essere osservata solo durante i mesi della tarda primavera e inizio estate australi.

## Caratteristiche fisiche
La stella è una gigante gialla, con un raggio quasi 10 volte quello del Sole e 50 volte più luminosa.
L'età è di 650 milioni di anni, relativamente giovane rispetto al Sole, ma la sua massa è oltre il doppio di quella solare, e come tutte le stelle della sua stazza ha avuto un'evoluzione più rapida ed ha già terminato di fondere idrogeno in elio nel suo nucleo, entrando nella fase che la porterà a divenire poi una gigante vera e propria gigante.
Ha una magnitudine assoluta di 0,8 e la sua velocità radiale negativa indica che la stella si sta avvicinando al sistema solare.